# Golfe du Morbihan, côte ouest de Rhuys
Golfe du Morbihan, côte ouest de Rhuys este o arie protejată (sit de importanță comunitară — SCI) din Franța întinsă pe o suprafață de 20.577 ha, din care 77 % marine.

## Localizare
Centrul sitului Golfe du Morbihan, côte ouest de Rhuys este situat la coordonatele 47°34′43″N 2°49′30″W / 47.57861°N 2.825°V.

## Înființare
Situl Golfe du Morbihan, côte ouest de Rhuys a fost declarat arie specială de conservare în baza directivei 92/43 din 1992 referitoare la conservarea habitatelor naturale și a faunei și florei sălbatice pentru a proteja 4 specii de plante și 20 de specii de animale.

## Biodiversitate
Situată în ecoregiunea atlantică, aria protejată conține 17 habitate naturale: Pășuni mediteraneene udate de apa mării (Juncetalia maritimi), Salicornia și alte specii anuale care populează regiunile mlăștinoase și nisipoase, Tufărișuri halofile mediteraneene și termo-atlantice (Sarcocornetea fruticosi), Pajiști umede atlantice temperate cu Erica ciliaris și Erica tetralix, Lagune de coastă, Faleze cu vegetație de pe coastele atlantice și baltice, Dune mobile de-a lungul țărmului cu Ammophila arenaria („dune albe”), Pajiștile Spartina (Spartinion maritimae), Recifuri, Estuare, Bancuri de nisip acoperite în permanență slab de apă marină, Terase mlăștinoase și terase nisipoase neacoperite de apă la reflux, Vegetație anuală la limita mareei, Pășuni atlantice udate de apa mării (Glauco-Puccinellietalia maritimae), Dune de coastă fixe cu vegetație erbacee („dune gri”), Pajiști uscate europene, Golfuri mici largi și golfuri puțin adânci.
La baza desemnării sitului se află mai multe specii protejate:
- plante (4): Eryngium viviparum, Luronium natans, Rumex rupestris, Trichomanes speciosum
- mamifere (10): liliac cârn (Barbastella barbastellus), Halichoerus grypus, vidră de râu (Lutra lutra), liliac cu urechi mari (Myotis bechsteinii), liliac cărămiziu (Myotis emarginatus), liliac comun (Myotis myotis), focă obișnuită (Phoca vitulina), liliacul mare cu potcoavă (Rhinolophus ferrumequinum), liliacul mic cu potcoavă (Rhinolophus hipposideros), delfin mare (Tursiops truncatus)
- nevertebrate (6): croitorul mare al stejarului (Cerambyx cerdo), Coenagrion mercuriale, fluturele auriu (Euphydryas aurinia), Euplagia quadripunctaria, rădașcă (Lucanus cervus), Oxygastra curtisii
- pești (4): Alosa alosa, Alosa fallax, Petromyzon marinus, somonul (Salmo salar)

Pe lângă speciile protejate, pe teritoriul sitului au mai fost identificate 15 specii de plante, 1 specie de păsări, 4 specii de amfibieni.